# Sandro Michel
Sandro Michel (1º luglio 1996) è un bobbista, pesista, discobolo e giavellottista svizzero.

## Biografia

### Atletica leggera
Ha praticato l'atletica leggera a un buon livello nazionale, cimentandosi nel getto del peso, nel lancio del disco e in quello del giavellotto. Conta infatti diverse partecipazioni ai campionati nazionali assoluti, nei quali colse una medaglia d'argento nel peso a Zofingen nel 2018. Nel 2014 conquistò inoltre due medaglie ai campionati nazionali juniores (argento nel giavellotto e bronzo nel disco) e l'anno successivo fu oro nel disco e argento nel peso e nel giavellotto; tra il 2016 e il 2018 vinse altresì un totale di otto medaglie ai campionati nazionali under 23, ottenute in tutte e tre le specialità e tra cui spicca un oro vinto nel peso nel 2018.

### Bob
Compete nel bob dal 2018 come frenatore per la squadra nazionale svizzera. Debuttò in Coppa Europa a gennaio del 2018 e si distinse nelle categorie giovanili conquistando tre medaglie ai mondiali juniores: una d'oro e una di bronzo vinte nel bob a quattro rispettivamente a Sankt Moritz 2021 e a Schönau am Königssee 2019, più una d'argento colta nel bob a due nell'edizione del 2021; nella rassegna del 2019 vinse inoltre l'argento a due nella speciale classifica riservata agli atleti under 23, mentre a Sankt Moritz 2018 aveva già vinto l'argento under 23 nella specialità a quattro. In tutte le occasioni fece parte degli equipaggi pilotati da Michael Vogt.

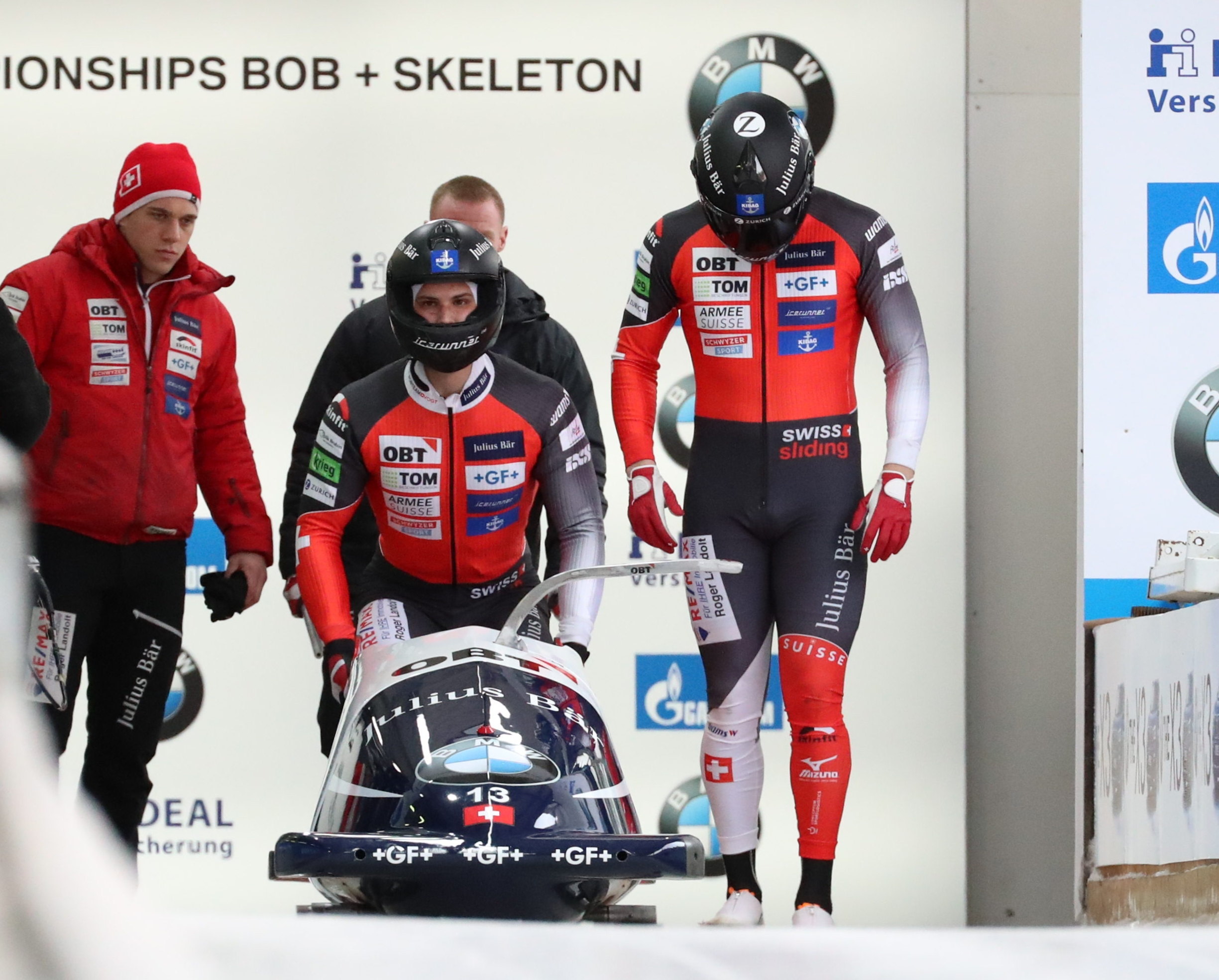
Sandro Michel (a sinistra) in partenza ai campionati mondiali di Altenberg 2020

Esordì in Coppa del Mondo all'avvio della stagione 2018/19, il 15 dicembre 2018 a Winterberg, non riuscendo a terminare la gara di bob a quattro; colse il suo primo podio l'11 gennaio 2020 a La Plagne, quarta tappa della stagione 2019/20, terminando al terzo posto la gara a due in coppia con Michael Vogt.
Prese parte a quattro edizioni dei campionati mondiali. Nel dettaglio i suoi risultati nelle prove iridate sono stati, nel bob a due: tredicesimo a Whistler 2019, ottavo ad Altenberg 2020, quinto ad Altenberg 2021 e medaglia di bronzo a Sankt Moritz 2023; nel bob a quattro: quinto a Whistler 2019, nono ad Altenberg 2020 e tredicesimo ad Altenberg 2021.
Agli europei ha vinto la medaglia d'argento nel bob a due e quella di bronzo nel bob a quattro ad Altenberg 2023, con Vogt alla guida delle slitte.

## Palmarès

### Bob

#### Mondiali
- 1 medaglia:
  - 1 bronzo (bob a due a Sankt Moritz 2023).

#### Europei
- 2 medaglie:
  - 1 argento (bob a due ad Altenberg 2023);
  - 1 bronzo (bob a quattro ad Altenberg 2023).

#### Mondiali juniores
- 3 medaglie:
  - 1 oro (bob a quattro a Sankt Moritz 2021);
  - 1 argento (bob a due a Sankt Moritz 2021);
  - 1 bronzo (bob a quattro a Schönau am Königssee 2019).

#### Mondiali juniores under 23
- 2 medaglie:
  - 2 argenti (bob a quattro a Sankt Moritz 2018; bob a due a Schönau am Königssee 2019).

#### Coppa del Mondo
- 10 podi (9 nel bob a due, 1 nel bob a quattro):
  - 3 secondi posti (tutti nel bob a due);
  - 7 terzi posti (6 nel bob a due, 1 nel bob a quattro).

### Atletica leggera

#### Campionati svizzeri
- 1 medaglia:
  - 1 argento (getto del peso a Zofingen 2018[1]).